# Hans Clamor Hilmar von dem Bussche
Hans Clamor Hilmar von dem Bussche (* 27. August 1774; † 30. September 1851 in Hameln) war ein königlich hannoverischer General der Infanterie.

## Leben

### Herkunft
Seine Eltern waren der General Georg Wilhelm Daniel von dem Bussche-Haddenhausen (1726–1794) und dessen Ehefrau Freiin Dorothea Friederike von Hammerstein-Equord (1741–1777). Der General Ludwig August Friedrich von dem Bussche-Haddenhausen (1772–1852) war sein Bruder.

### Militärkarriere
Bussche wurde 1789 Fähnrich in der Fußgarde, dort stieg er 1793 zum Leutnant und 1800 zum Hauptmann auf. Nach der Kapitulation und Auflösung der Armee im Jahre 1803 ging er in die Deutsche Legion und kam dort zum 1. Leichten Bataillon. Im Jahr 1811 wurde er dort zum Major befördert. Mit der Legion nahm er 1805 an dem Feldzug nach Hannover teil, 1806/07 an der Kämpften im Baltikum. Von 1808 bis 1814 kämpfte er in Spanien und im südlichen Frankreich. Danach wurde die Truppe in die Niederlande verlegt.
Er kämpfte bei Waterloo und wurde dort von Kartätschen an rechten Arm verletzt, der danach amputiert werden musste. Mit dem Neuaufbau der hannoverischen Armee ab dem Jahr 1816 kam er als Oberstleutnant in das 1. Infanterie-Regiment. 1820 kam er in das Garde-Jäger-Regiment, dort wurde er 1828 Oberst und 1831 Generalmajor. Noch 1829 wurde er Generaladjutant des Generalgouverneurs von Hannover. Im Jahr 1838 wurde er Kommandeur der leichten Infanterie-Brigade und erhielt 1843 die Ernennung zum Generalleutnant. 1848 wurde er als General der Infanterie pensioniert.
Er zog sich zu seiner Familie nach Hameln zurück, wo er 1851 starb.

### Familie
Er heiratete am 14. Juni 1819 Emma von Lenthe (1801–1882). Das Paar hatte mehrere Kinder, darunter:
- Charlotte (1820–1898), Stiftsdame
- Clamor Ernst Friedrich (1821–1872), Oberstleutnant
- Karl (1823–1864) ⚭ 1861 Elise von Bülow (1835–1918), Eltern von Ernst von dem Bussche-Haddenhausen (1863–1944)[1]
- Julie Eleonore Dorothea (* 1824), Stiftsdame
- Elise Julie Sophie (1826–1894)
- Gustav Franz Friedrich Georg (1827–1890), Major
- Adolf Friedrich Georg (1829–1864) ⚭ Sylvie von Reden (1838–1892)
- Hans Ludwig Franz (1831–1836)
- Hilmar Georg (* 1833), Rittmeister